# Хайзиг, Бернхард
Бернхард Хайзиг (нем. Bernhard Heisig; 31 марта 1925, Бреслау — 10 июня 2011, Хафелауэ) — немецкий художник. Наряду с Вернером Тюбке и Вольфгангом Маттхойером, принадлежит к послевоенной лейпцигской школе живописи и является одним из крупнейших мастеров живописи ГДР. Писал преимущественно в стиле социалистического реализма. Известен также своими книжными иллюстрациями.

## Жизнь и творчество
Родился в семье художника Вальтера Хайзига, и первые свои уроки рисования получил от отца. В 1941—1942 учился в школе прикладного искусства в Бреслау.
В 1942 году ушёл добровольцем на фронт и до 1945 года служил в танковой дивизии СС «Гитлерюгенд». Был несколько раз тяжело ранен, принимал участие в Арденнской операции на Западном фронте и в обороне крепости Бреслау на Восточном фронте. В 1945 году был взят в плен советскими войсками и в том же году отпущен в Бреслау как инвалид. Воспоминания об ужасах войны позднее неоднократно были отображены на полотнах художника. В 1947 году, как и другие немцы, он был изгнан из Бреслау. Переехал в Цайц и там вступил в СЕПГ. В 1948—1951 учился в Лейпциге — в Высшей школе прикладного искусства и затем — в Академии графики. В 1951—1954 годах работал свободным художником — преимущественно как график. Создал рисунки и литографии, посвящённые Революции 1848 года, Парижской коммуне, книжные иллюстрации к произведениям Йоганнеса Бехера, Э. М. Ремарка и др. Известен тем, что неоднократно изменял, перерабатывал и переписывал свои картины.
В 1954 году стал доцентом лейпцигской Высшей школы графики и книжного искусства, с 1961 года — профессор в этой школе и её ректор. В 1956—1959 годах также занимал пост председателя отделения Союза художников ГДР в округе Лейпциг. После своего критического выступления на V конгрессе Союза художников ГДР в связи с партийной политикой в отношении культурного строительства в стране (Биттерфельдский путь) был снят с поста ректора, однако сохранил звание доцента и руководство отделением графики и живописи в Высшей школе Лейпцига.
В 1968 году ушёл из Высшей школы и некоторое время работал как свободный художник. В этот период создавал преимущественно большие исторические, политические и общественные панорамы в традициях М. Бекмана и О. Кокошки. В 1971 году вновь нашёл признание у руководства ГДР, и на следующий год назначен председателем отделения Союза художников ГДР в округе Лейпциг, а в 1974 году стал вице-президентом Союза художников ГДР. В 1978—1988 годах — первый заместитель президента Союза художников ГДР. В 1978—1984 годах — член окружного комитета СЕПГ в Лейпциге.
В 1976 году занял должность ректора Высшей школы графики в Лейпциге. После передачи ректорской работы в 1987 году своему ученику Арно Ринку продолжал преподавать. Одним из учеников и помощников Хайзига в 1980—1990-е годы был Нео Раух.
В 1977 принимал участие в международной выставке современного искусства Documenta 6 в Касселе. В 1986 федеральный канцлер ФРГ Гельмут Шмидт заказал ему свой портрет — для собрания портретов канцлеров ФРГ в федеральной канцелярии в Бонне.
С 1992 года и до своей смерти Б. Хайзиг проживал со своей женой Гудрун Брюне в общине Хафелауэ, в земле Бранденбург.

## Награды (избранное)
- 1965 — премия Лейпцигской книжной выставки за иллюстрации к произведениям Бертольда Брехта
- 1970 — Художественная премия города Лейпцига
- 1972 — Национальная премия ГДР 2-го класса
- 1978 — Национальная премия ГДР 1-го класса
- 1985 — Почётная пряжка к ордену «За заслуги перед Отечеством»
- 2010 — Художественная премия земли Бранденбург